# 임종헌 (법조인)
임종헌(林鍾憲, 1959년 ~)은 법원행정처 차장을 역임한 법조인이다. 박근혜 정부 시기 사법행정권 남용 혐의로 2018년 10월 27일 직권남용으로 구속된 임종헌은 구속된지 1년 5개월만에 보석금 3억원으로 석방되었다.(서울지방법원2018고단1088)

## 생애
1959년 태어나 용산고등학교와 서울대학교 법학과를 졸업하고 1984년 제26회 사법시험 합격하여 제16기 사법연수원과 군 법무관을 마치고 1987년 3월 서울지방법원 동부지원 판사에 임용되었다. 이후 1989년 서울형사지방법원, 1991년 제주지방법원, 1993년 서울민사지방법원, 1996년 서울지방법원 북부지원 판사를 거쳐 법원행정처 송무심의관을 하다가 2000년 9월에 서울고등법원, 서울지방법원 판사로 복귀하여 재직하다 2002년 2월 인천지방법원 부장판사에 임명되었다. 법원행정처 기획조정심의관과 사법연수원 교수, 법원행정처 등기호적국장, 법원행정처 사법등기국장에 재직하였다.
- 2008년 2월 서울중앙지방법원 부장판사
- 2009년 2월 대구고등법원 부장판사
- 2010년 2월 수원지방법원 수석부장판사
- 2011년 2월 서울고등법원 부장판사
- 2012년 2월 서울중앙지방법원 형사수석부장판사
- 2012년 8월 ~ 2015년 6월 법원행정처 기획조정실 실장
- 2015년 8월 ~ 2017년 8월 법원행정처 차장
- 2017년 임종헌법률사무소 변호사
- 2020년 9월 ~ 2022년 6월 법무법인 오늘 고문변호사
- 2022년 6월 법무법인 삼양 대표변호사

법원 내 학술 모임인 국제인권법연구회 학술대회를 축소하라는 지시를 내린 것으로 드러나 법원행정처 차장에서 사퇴했으며, 판사 블랙리스트 의혹에 대한 3차 조사를 맡은 사법행정권 남용의혹 관련 특별조사단이 2차 조사에서 암호 때문에 열어보지 못한 문서 파일과 함께 임종헌의 컴퓨터 등에 대해 조사를 했다.
법원행정처 차장으로 재직하던 2016년 3월 21일 대법원에서 열린 전국 선거전담재판장회의에서 "돈선거, 흑색선거, 불법 선거 개입 등에 대해 당선 무효의 형을 선고하는 엄정한 모습을 보여준다면 선거 범죄에 대한 예방 효과를 달성할 수 있다"고 강조했다.

## 주요 판결
- 서울중앙지방법원 형사항소1부 재판장으로 재직하던 2008년 6월 8일에 휴대전화 서비스를 통해 성행위 장면 등을 담은 야동을 유포한 혐의(정보통신망 이용촉진 및 정보보호 등에 관한 법률 위반)로 기소돼 1심에서 700만원의 벌금을 선고받은 김모씨에게 "상당히 저속하고 문란한 느낌을 주지만, 형법으로 규제할만큼 사람의 존엄성과 가치를 심각하게 훼손·왜곡했다고 평가할 수 없다."며 무죄를 선고했다[4] 6월 18일에 자신과 관련한 사건의 위증을 입증하기 위해 수사자료인 휴대전화 통화내역을 본인 동의없이 수사기관에 증거자료로 제출한 혐의(공공기관의개인정보보호에관한법률 위반)로 기소된 서울 서초경찰서 소속 경위에게 벌금형을 선고한 1심 판결을 깨고 선고유예했다.[5]
- 서울고등법원 행정6부 재판장으로 재직하던 2011년 4월 6일에 서울대학교가 줄기세포 논문조작 파문에 연루된 강성근 전 수의대학 교수의 재임용을 거부하자 "재임용 거부를 취소해달라"며 서울대총장을 상대로 낸 재임용 거부처분 취소청구 소송에서 원고 패소 판결했다.[6]